# Датчик Холла

Колесо, що містить два магніти, що проходять повз датчик ефекту Холла

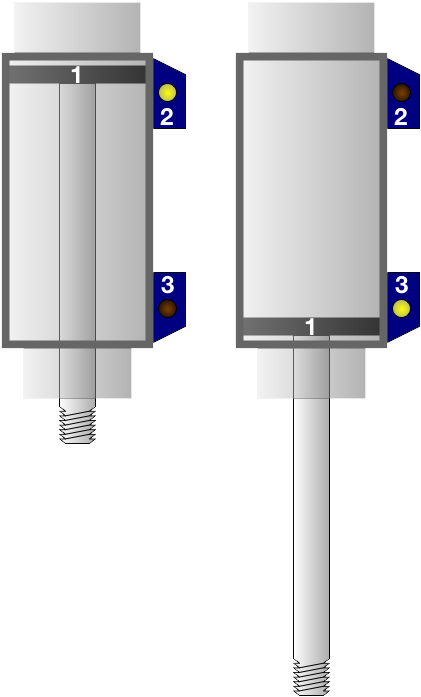
Магнітний толок (1) у цьому пневматичному циліндрі змусить датчики ефекту Холла (2 і 3), встановлені на його зовнішній стінці, спрацювати, коли він повністю втягнеться або витягнеться.

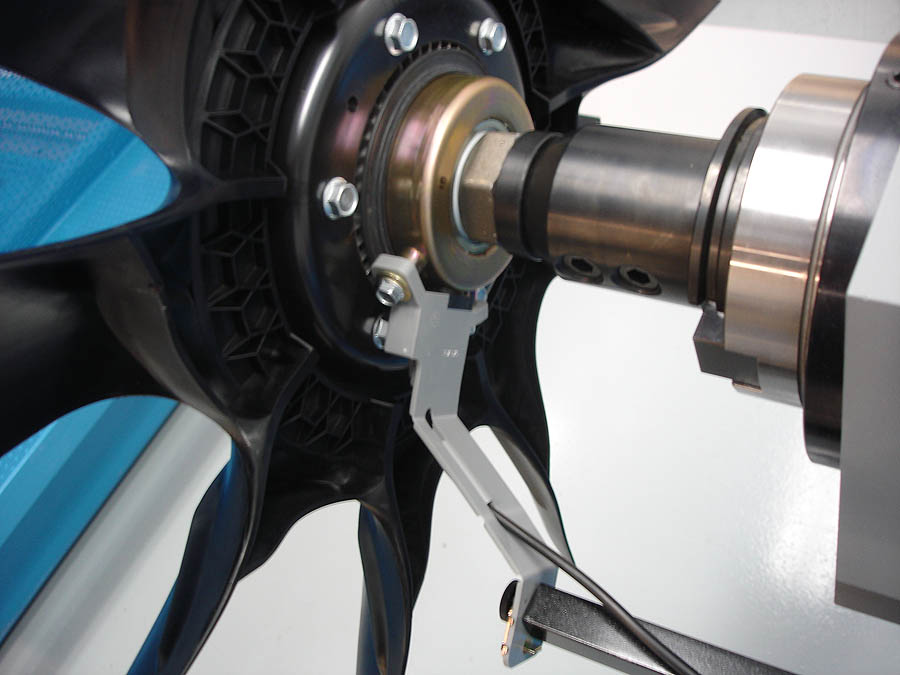
Вентилятор двигуна з датчиком ефекту Холла

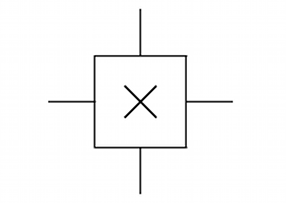
Загальновживаний символ ланцюга

Датчик ефекту Холла або просто датчик Холла — це пристрій для вимірювання величини магнітного поля. Принцип роботи датчика заснований на ефекті Холла, та його вихідна напруга прямо пропорційна напруженості магнітного поля через нього. Тип датчика названий на честь американського фізика Едвіна Холла (Голла).
Датчики ефекту Холла використовуються для безконтактного визначення, позиціювання, виявлення швидкості та визначення струму.
Часто датчик Холла поєднується з виявленням порогу, тож він діє як перемикач і називається перемикачем. Зазвичай зустрічаються в промислових установках, таких як зображений пневматичний циліндр, вони також використовуються в споживчому обладнанні; наприклад, деякі комп'ютерні принтери використовують їх для виявлення відсутнього паперу та відкритих обкладинок. Вони також можуть використовуватися в комп'ютерних клавіатурах — застосуванні, яке вимагає надвисокої надійності. Інше використання датчика Холла полягає у створенні MIDI-органних педальних клавіатур, де рух «клавіші» на педальній дошці перекладається як перемикач увімкнення/вимкнення датчиками Холла.
Датчики Холла зазвичай використовуються для вимірювання швидкості обертання коліс і валів, наприклад, для синхронізації запалювання двигуна внутрішнього згоряння, тахометрів та антиблокувальних гальмівних систем. Вони використовуються в вентильних електродвигунах постійного струму для виявлення положення постійного магніту. На зображеному колесі з двома однаково розташованими магнітами напруга від датчика досягає піку у два рази за кожен оберт. Ця схема зазвичай використовується для регулювання швидкості роботи дисководів.

## Рекомендована література
- Classical Hall effect in scanning gate experiments / A. Baumgartner, T. Ihn, K. Ensslin, G. Papp, F. Peeters // Phys. Rev. B. — 2006. — Vol. 74 (27 February). — DOI 10.1103/PhysRevB.74.165426.